# El Tejo
El Tejo es una localidad española del municipio de Valdáliga, perteneciente a la comunidad autónoma de Cantabria. 

## Geografía
La localidad se encuentra en el extremo norte del término municipal. Su altitud es de 50 m s. n. m. y la distancia a Roiz, de 8,5 km. Destaca el parque natural de Oyambre a sus pies y el pequeño bosque de La Charola.

## Historia
Probablemente, El Tejo nació como una Eclessia, es decir, su poblamiento se fijó por la concurrencia de algunas gentes que cultivaron las tierras cercanas al pequeño Monasterio que allí se fijó, en el cual conocemos que en los años 1179, el rey de Castilla y León Alfonso VIII, le concedió varias heredades. Aún queda en este monasterio una ventana románica con arco de medio punto y algunos canecillos, también románicos, manifestación de aquella arquitectura rural del siglo XII. Esta localidad se vinculó a la  Orden de San Juan de Acre y así se documenta en 1351 y 1404, al constatarse tal vinculación en el Becerro de las Behetrías. La iglesia parroquial de Santa María posee un ábside gótico con algunos elementos románicos y conserva una imagen de la Virgen con el niño del siglo XV. Otros edificios eran las ermitas de San Juan y de San Roque.
Durante el Antiguo Régimen sus vecinos conservarán la condición de hidalgos, aun cuando todos eran labradores, ocupándose de las especies conocidas de ganados, de las tierras labrantías y de los prados segaderos. Tenía el concejo de El Tejo un monte en el sitio llamado de las Rozas poblado de árboles de roble que servían para la fábrica de los reales bajeles. Abundan los castaños y manzanos y se registraron es este catastro 15 pies de colmenas, una taberna y dos molinos harineros: uno de dos ruedas y otro de una.
Hacia mediados del siglo XIX, el lugar, ya por entonces perteneciente a Valdáliga, tenía contabilizada una población de 197 habitantes. Aparece descrito en el decimocuarto volumen del Diccionario geográfico-estadístico-histórico de España y sus posesiones de Ultramar de Pascual Madoz con las siguientes palabras:

TEJO (el): l. en la prov. y dióc. de Santander (9 leg.), part. jud. de San Vicente la Barquera (2), aud. terr. y c. g. de Búrgos (28), ayunt. de Valdaliga, cuya cap. es Treceño. sit. en terreno quebrado; su clima es bastante sano. Tiene 42 casas; escuela de primeras letras; igl. parr. (Sta. Maria) servida por un cura, y buenas aguas potables. Confina con los pueblos del ayunt. á que corresponde. El terreno es de mediana calidad. Tiene parte en el famoso monte de Corona y los de San Vicente el Monte y Cabiña. prod.: maiz, alubias, patatas y pastos; cria ganado, con especialidad vacuno, y alguna caza. Celebra feria anual el 12 de febrero, bastante concurrida de artículos primarios y algun ganado. pobl.: 40 vec., 197 alm. contr.: con el ayunt.
(Madoz, 1849, p. 687)

## Geografía humana

### Organización territorial
La entidad singular de población está conformada por los siguientes núcleos de población:
- Cara
- Ceceño
- Larteme
- Santa Ana

### Demografía
En 2023, la entidad singular de población de El Tejo tenía empadronados 264 habitantes.

## Personas relevantes
En El Tejo nació el torero Pablo Celis Cuevas (1900-1969).
En el tejo vive el niño perdido de san lindefonso, Rubén Gómez, también conocido por ser campeón mundial de curling, también algunos campeonatos europeos.